# Michel Rasquin
Ne doit pas être confondu avec Michel Rasquin (football).
Michel Rasquin, né le 19 septembre 1899 à Pétange et mort le 27 avril 1958 à Bruxelles, est un journaliste et homme politique socialiste luxembourgeois, et aussi Commissaire européen.
Après la Seconde Guerre mondiale, il est président du Parti ouvrier socialiste luxembourgeois de 1945 à 1951. Il est maire d'Esch-sur-Alzette de 1949 à 1951 et membre du Conseil d'État de décembre 1945 à juillet 1948. En juin 1948, il est élu à la Chambre des députés du Luxembourg.
En 1951, il est nommé jusqu'à 1958 ministre dans les gouvernements de coalition de Pierre Dupong et Joseph Bech, avec la responsabilité de l'économie. Il est nommé représentant du Luxembourg à l'édition inaugurale de la Commission européenne, la Commission Hallstein I, qui prend ses fonctions en janvier 1958. Rasquin a la responsabilité du portefeuille des Transports, mais il meurt en avril 1958 et est remplacé par Lambert Schaus.